# Vlastník dráhy

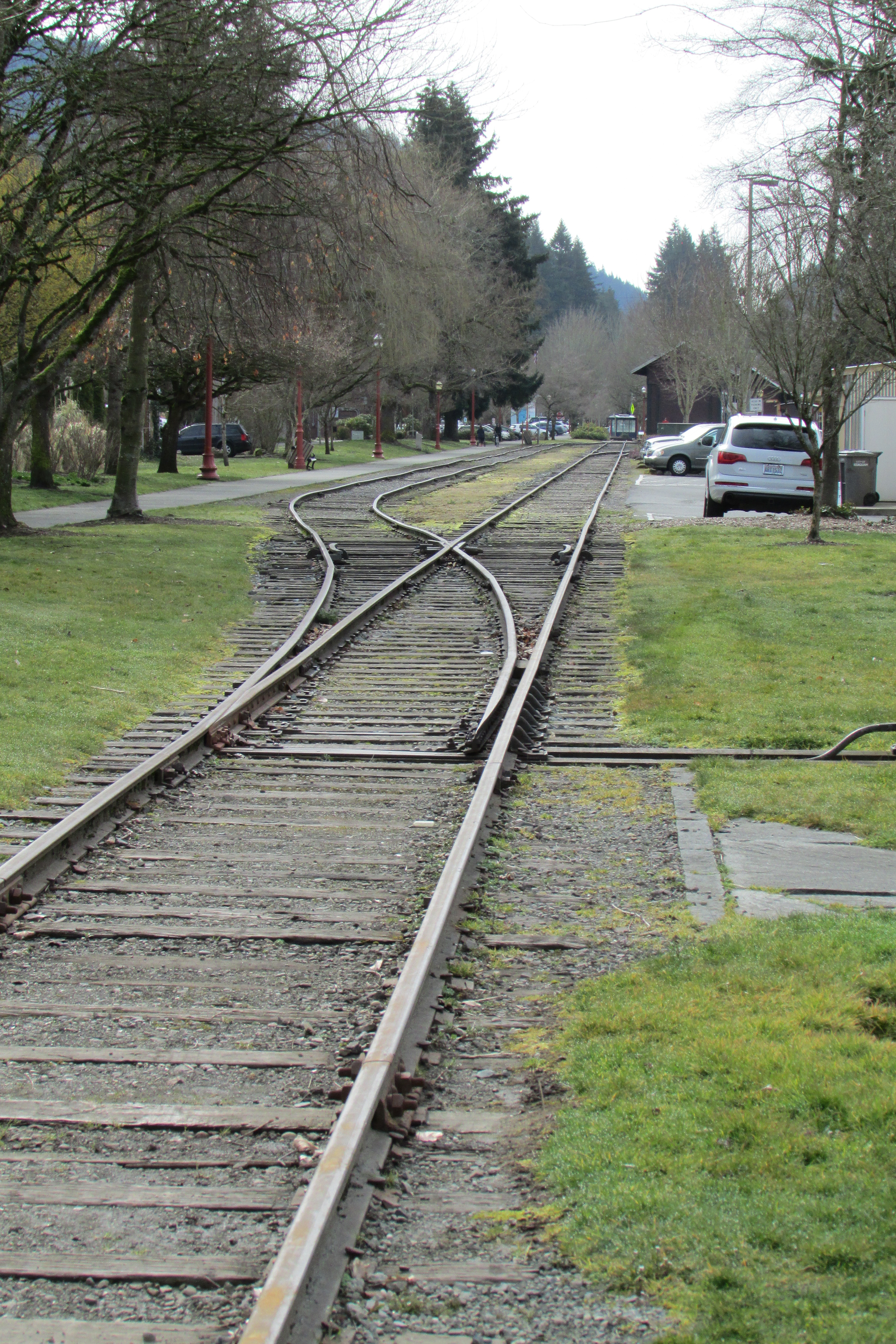
Železniční trať v americkém státě Washington

Vlastník dráhy je osoba, která je majitelem dráhy jako celku, tj. stavby dráhy. České právo rozlišuje funkci vlastníka dráhy od funkce provozovatele dráhy.

## Vlastníci drah v Česku
Český zákon o drahách vlastníkovi dráhy ukládá povinnost udržovat dráhu tak, aby byla zajištěna její provozuschopnost a umožněn styk s jinými dráhami. Pokud to není vlastník dráhy celostátní nebo regionální schopen zajistit, je povinen dráhu nabídnout státu k odkoupení. Vlastník dráhy je dále povinen zajistit provozování dráhy. Není-li vlastník dráhy celostátní nebo regionální současně jejím provozovatelem, je povinen umožnit provozování dráhy jinou oprávněnou osobou.
Vlastníkem celostátní dráhy a většiny regionálních drah je stát, s tímto státním majetkem hospodaří a funkci vlastníka dráhy na něm ve smyslu zákona o drahách vykonává Správa železnic s. o. Některé regionální dráhy vlastní jiné subjekty, například Svazek obcí údolí Desné nebo Jindřichohradecké místní dráhy. Vlečky obvykle vlastní průmyslové společnosti, k nimž vlečky patří. Speciální železniční dráha je v České republice pouze jedna, a to pražské metro, jehož vlastníkem je Dopravní podnik hl. m. Prahy, akciová společnost vlastněná hlavním městem.
Vlastníkem drah tramvajových a trolejbusových jsou zpravidla dopravní podniky příslušných měst, ve kterých tyto dráhy existují nebo která jsou jádrem sítě.
Vlastníky lanových drah jsou nejrůznější subjekty, většinou buď soukromé nebo vlastněné zčásti či zcela obcemi. Většina stávajících českých státních lanových drah byla v 90. letech 20. století převedena do vlastnictví jiných subjektů, výjimkou je kabinová lanová dráha na Ještěd, jejímž vlastníkem i provozovatelem jsou České dráhy a. s.